# Hyderodes crassus
Hyderodes crassus är en skalbaggsart som beskrevs av Sharp 1882. Hyderodes crassus ingår i släktet Hyderodes och familjen dykare. Inga underarter finns listade i Catalogue of Life.